# アルチェーヴィア
アルチェーヴィア（伊: Arcevia）は、イタリア共和国マルケ州アンコーナ県にある、人口約4,200人の基礎自治体（コムーネ）。

## 地理

### 位置・広がり
アンコーナ県のコムーネ。県都・州都アンコーナから西南西へ49kmの距離にある。

#### 隣接コムーネ
隣接するコムーネは以下の通り。括弧内のPUはペーザロ・エ・ウルビーノ県所属を示す。
- バルバラ
- カステッレオーネ・ディ・スアーザ
- ジェンガ
- メルゴ
- モンテカロット
- ペルゴラ (PU)
- ロゾーラ
- サン・ロレンツォ・イン・カンポ (PU)
- サッソフェッラート
- セッラ・デ・コンティ
- セッラ・サン・クイーリコ

### 気候分類・地震分類
アルチェーヴィアにおけるイタリアの気候分類 (it) および度日は、zona E, 2301 GGである。
また、イタリアの地震リスク階級 (it) では、zona 2 (sismicità media) に分類される。

## 行政

### 分離集落
アルチェーヴィアには、以下の分離集落（フラツィオーネ）がある。
- Avacelli, Castiglioni, Caudino, Colle Aprico, Costa, Loretello, Magnadorsa, Montale, Nidastore, Palazzo, Piticchio, Prosano, Ripalta, San Ginesio di Arcevia, San Giovanni Battista, San Pietro in Musio, Sant'Apollinare, Santo Stefano.

## 姉妹都市
- リブニツァ, スロヴェニア